# Camponotus ager
Camponotus ager é uma espécie de inseto do gênero Camponotus, pertencente à família Formicidae.